# Marquès de la Fontsanta (barri)

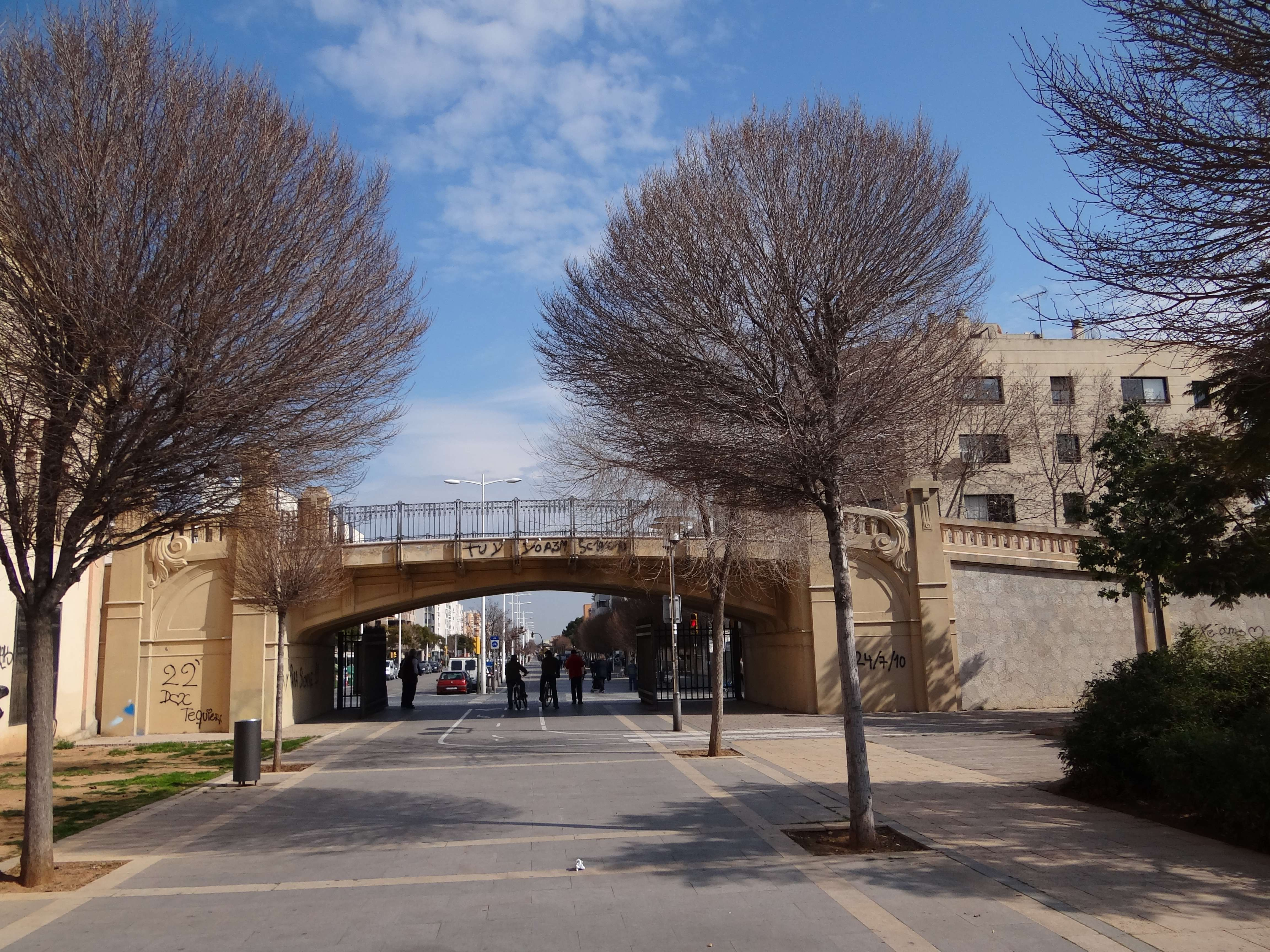
Pont del Tren

El barri del Marquès de la Fontsanta és un barri de la ciutat de Mallorca situat al districte de llevant que s'estructura entorn del carrer del Marquès de la Fontsanta, del qual el barri pren el nom. Limita al nord amb el barri dels Hostalets pel carrer de Jaume Balmes, a ponent amb la barriada de Pere Garau pel carrer d'Aragó, al sud amb el centre per les Avingudes i a llevant amb el barri de l'Arxiduc pel parc de les Estacions (antigament les vies del tren d'Inca). Es tracta d'un barri que forma part del primer projecte d'eixamplament de Palma, de Bernat Calvet i Girona.
Abans del Pla Calvet, les terres del barri actual feien part dels horts i possessions de Son Sunyeret (al nord de l'Escola Oficial d'Idiomes), Can Ramonell (entre l'EOI i el carrer de Joaqui Maria Bover), la Vinyassa (al sud del carrer de Miquel Marquès) i Sant Llàtzer, un antic hospital, entre Can Ramonell i la Vinyassa.
El barri compta amb dos instituts públics, l'IES Ses Estacions i l'IES Arxiduc Lluís Salvador, així com amb la seu principal de l'Escola Oficial d'Idiomes de Palma. A l'extrem del barri se situa el Pont del Tren, obra de Gaspar Bennàssar (1927), enderrocat el 2005 essent batlessa Catalina Cirer i reconstruït el 2009.
El 2018 tenia 6382 habitants.